# La Jornada
La Jornada é um jornal mexicano, em formato tabloide, editado na Cidade do México desde 9 de setembro de 1984.
Teve sua versão online foi lançada em 1995, sem restrições de acesso. O site é hospedado pela Universidade Nacional Autônoma do México.
Ao contrário dos seus concorrentes mexicanos como El Universal ou Reforma, o Jornada assume uma linha editorial de esquerda.